# Set (gud)
Set eller Seth (även stavat: Setesh, Sutekh, Setekh och Suty) är en gud i egyptisk mytologi, bror till Osiris och Isis, son till Geb. 
Seth stod i motsatsförhållande till sin bror Osiris; Seth förknippades med den sterila öknen och Osiris med den bördiga nildalen. Rivaliteten mellan bröderna uppstod när deras far lät dela Egypten mellan dem, och Seths avund gjorde till slut att han mördade sin bror. I berättelsen om konflikten (återfinns bland annat i Jumilhac-papyrusen) beskrivs hur Seth lurade in sin bror i en blykista som han lät kasta i Nilen och hur Osiris maka Isis sedan jagas av Seth.
I denna konflikt kan man läsa in rivaliteten mellan olika makt- och kultcentra i det gamla Egypten. Seth var ursprungligen en gud som tillbads över hela landet, men undanträngdes av andra kulter till ett begränsat område i övre Egypten. I senare tillkomna berättelser beskrivs också hur Seth strider med Horus, Isis son, om den egyptiska tronföljden. Till Seths försvar kan nämnas att han försvarade Ra mot ormen Apep.